# Lamaní (kommun)
Lamaní är en kommun i Honduras.   Den ligger i departementet Departamento de Comayagua, i den sydvästra delen av landet, 50 km väster om huvudstaden Tegucigalpa. Antalet invånare är 4 959.